# Божедарівська селищна рада
Божедарівська се́лищна ра́да — адміністративно-територіальна одиниця та орган місцевого самоврядування у Криничанському районі Дніпропетровської області. Адміністративний центр — селище Божедарівка.

## Загальні відомості
Божедарівська селищна рада розташована в північно-західній частині Криничанського району Дніпропетровської області, за 38 км від районного центру.
- Територія ради: 73,15 км²
- Населення ради: 4 296 осіб (станом на 2001 рік)

## Населені пункти
Селищній раді підпорядковані населені пункти:
- смт Божедарівка
- с. Веселе
- с. Вільне
- с. Людмилівка
- с. Надія
- с. Олексіївка
- с. Потоки
- с. Скелюватка
- с. Трудове

## Склад ради
Рада складається з 28 депутатів та голови.
- Голова ради: Десятко Тетяна Павлівна
- Секретар ради: Трофіменко Олена Василівна

### Керівний склад попередніх скликань
| Прізвище, ім'я, по батькові | Основні відомості                                                        | Дата обрання | Дата звільнення |
| --------------------------- | ------------------------------------------------------------------------ | ------------ | --------------- |
| Десятко Тетяна Павлівна     | Селищний голова, 1955 року народження, освіта вища, позапартійна         | 26.03.2006   | 31.10.2010      |
| Десятко Тетяна Павлівна     | Селищний голова, 1955 року народження, освіта вища, член Партії регіонів | 31.10.2010   |                 |

Примітка: таблиця складена за даними сайту Верховної Ради України

### Депутати
За результатами місцевих виборів 2010 року депутатами ради стали:

#### За суб'єктами висування
| Суб'єкт висування               | Кількість обраних депутатів | %    |
| ------------------------------- | --------------------------- | ---- |
| Самовисування                   | 20                          | 71,4 |
| Партія регіонів                 | 7                           | 25   |
| Політична партія «Наша Україна» | 1                           | 3,6  |

#### За округами
| № округу                        | Прізвище, ім'я, по батькові      | Дата визнання обраним | Освіта             | Партійна приналежність                | Відомості про обраного депутата                                         |
| ------------------------------- | -------------------------------- | --------------------- | ------------------ | ------------------------------------- | ----------------------------------------------------------------------- |
| Партія регіонів                 |                                  |                       |                    |                                       |                                                                         |
| 10                              | Трофіменко Олена Василівна       | 02.11.2010            | середня            | член Партії регіонів                  | Щорська селищна рада, секретар                                          |
| 18                              | Котова Алла Ярославівна          | 02.11.2010            | середня спеціальна | член Партії регіонів                  | Божедарівська селищна бібліотека для дорослих, бібліотекар              |
| 21                              | Яструб Тетяна Григорівна         | 02.11.2010            | вища               | член Партії регіонів                  | Щорська селищна рада, головний бухгалтер                                |
| 23                              | Шеремет Наталя Володимирівна     | 02.11.2010            | середня спеціальна | член Партії регіонів                  | тимчасово не працює                                                     |
| 24                              | Кірса Тетяна Олександрівна       | 02.11.2010            | середня спеціальна | член Партії регіонів                  | Щорська селищна рада, спеціаліст ІІ категорії з земельних питань        |
| 26                              | Радомський Віктор Вікторович     | 02.11.2010            | середня            | член Партії регіонів                  | Дніпропетровське обласне підприємство АС «ДОПАС», адміністратор         |
| 28                              | Радомська Наталія Іванівна       | 02.11.2010            | середня спеціальна | член Партії регіонів                  | тимчасово не працює                                                     |
| Політична партія «Наша Україна» |                                  |                       |                    |                                       |                                                                         |
| 20                              | Вангеласт Наталя Олексіївна      | 02.11.2010            | середня            | член Політичної партії «Наша Україна» | ТОВ «Сільгоспобладнання», бухгалтер                                     |
| Самовисування                   |                                  |                       |                    |                                       |                                                                         |
| 1                               | Курапова Тетяна Олександрівна    | 02.11.2010            | середня            | позапартійна                          | ВАТ «Божедарівський елеватор», секретар                                 |
| 2                               | Манко Ганна Вікторівна           | 02.11.2010            | вища               | член Партії регіонів                  | Кудашівська загальноосвітня школа, директор                             |
| 3                               | Луценко Наталія Миколаївна       | 02.11.2010            | вища               | позапартійна                          | ТОВ «Титан-Сан», заступник директора                                    |
| 4                               | Кравченко Любов Петрівна         | 02.11.2010            | вища               | позапартійна                          | приватний підприємець                                                   |
| 5                               | Ковчан Галина Євгенівна          | 02.11.2010            | вища               | позапартійна                          | Божедарівська середня загальноосвітня школа, вчитель                    |
| 6                               | Онішко Лариса Петрівна           | 02.11.2010            | середня спеціальна | позапартійна                          | «Полімер сервіс», завідувач складу                                      |
| 7                               | Коваль Людмила Миколаївна        | 02.11.2010            | вища               | член Партії регіонів                  | тимчасово не працює                                                     |
| 8                               | Давиборщ Володимир Леонідович    | 02.11.2010            | вища               | член Партії регіонів                  | Божедарівська середня загальноосвітня школа, директор                   |
| 9                               | Губарєва Світлана Анатоліївна    | 02.11.2010            | вища               | позапартійна                          | ВАТ «Божедарівський елеватор», керівник лабораторії                     |
| 11                              | Мартинюк Олексій Олексійович     | 02.11.2010            | вища               | позапартійний                         | агрофірма «Агробізнес», директор                                        |
| 12                              | Коваль Олег Анатолійович         | 02.11.2010            | вища               | позапартійний                         | ТОВ «Спецметалпром», директор                                           |
| 13                              | Ботвінко Анатолій Іванович       | 02.11.2010            | вища               | член Партії регіонів                  | Божедарівське ПТУ № 71, в.о. заступника директора                       |
| 14                              | Грукало Любов Володимирівна      | 02.11.2010            | середня            | позапартійна                          | приватний підприємець                                                   |
| 15                              | Залєвська Манана Іванівна        | 02.11.2010            | середня спеціальна | позапартійна                          | тимчасово не працює                                                     |
| 16                              | Дідич Людмила Іванівна           | 02.11.2010            | вища               | позапартійна                          | приватний підприємець                                                   |
| 17                              | Немченко Валентина Іванівна      | 02.11.2010            | середня            | позапартійна                          | ВАТ «Укрпошта», керівник Божедарівського відділу зв'язку                |
| 19                              | Ніпарко Юрій Олександрович       | 02.11.2010            | вища               | позапартійний                         | ТОВ «УкрТехноФос», начальник виробництва                                |
| 22                              | Андруська Наталя Валентинівна    | 02.11.2010            | середня            | позапартійна                          | Вільнянська загальноосвітня школа-сад, вихователь                       |
| 25                              | Неставальський Василь Васильович | 02.11.2010            | середня            | позапартійний                         | ст. Божедарівка, Криворізької дирекції залізничних перевезень, черговий |
| 27                              | Бухало Анатолій Борисович        | 10.08.2014            | середня спеціальна | позапартійний                         | тимчасово не працює                                                     |

## Соціальна сфера
На території селищної ради знаходяться такі об'єкти соціальної сфери:
- Божедарівський дошкільний навчальний заклад «Калинонька»;
- Вільнянська загальноосвітня початкова школа-сад;
- Божедарівське сільськогосподарське професійно-технічне училище № 71;
- Божедарівський будинок дитячої та юнацької творчості;
- Районний комунальний заклад культури «Божедарівська дитяча музична школа»;
- Божедарівська середня загальноосвітня школа;
- Потокський фельдшерсько-акушерський пункт;
- Скелюватський фельдшерсько-акушерський пункт;
- Олексіївський фельдшерсько-акушерський пункт;
- Районний комунальний заклад охорони здоров'я «Божедарівська міська лікарня»;
- Аптека № 150 (Обласне комунальне підприємство «Фармація»).